# The Understanding (album de Röyksopp)
Pour l'album de Memphis Bleek, voir The Understanding (album de Memphis Bleek).
Albums de Röyksopp
Melody A.M.
(2002) Röyksopp's Night Out
(2006)
The Understanding est le second album du duo norvégien Röyksopp. L'édition Deluxe, vendue à part inclut un CD bonus.

## Chansons

### Disque 1
1. Triumphant (4:20)
2. Only This Moment (3:55)
3. 49 Percent (5:11)
4. Sombre Detune (4:52)
5. Follow My Ruin (3:51)
6. Beautiful Day Without You (5:29)
7. What Else Is There? (Featuring Karin Dreijer Andersson) (5:17)
8. Circuit Breaker (5:24)
9. Alpha Male (8:11)
10. Someone Like Me (5:23)
11. Dead to the World (5:20)
12. Tristesse Globale (1:24)

### Disque 2 (édition Deluxe)
1. Go Away (3:52)
2. Clean Sweep (5:17)
3. Boys (4:45)
4. Head (5:03)
5. Looser Now (6:04)